# Синюха (Новоархангельская поселковая община)
Синюха (укр. Синюха) — село в Новоархангельской поселковой общине Голованевского района Кировоградской области Украины.
Население по переписи 2001 года составляло 460 человек. Почтовый индекс — 26105. Телефонный код — 255. Код КОАТУУ — 3523655104.

## История
В 1945 г. Указом ПВС УССР село Бельведер переименовано в Синюху.
До 2020 года село входило в Новоархангельский район.